# 雷巴耶
35°53′N 2°54′E / 35.883°N 2.900°E

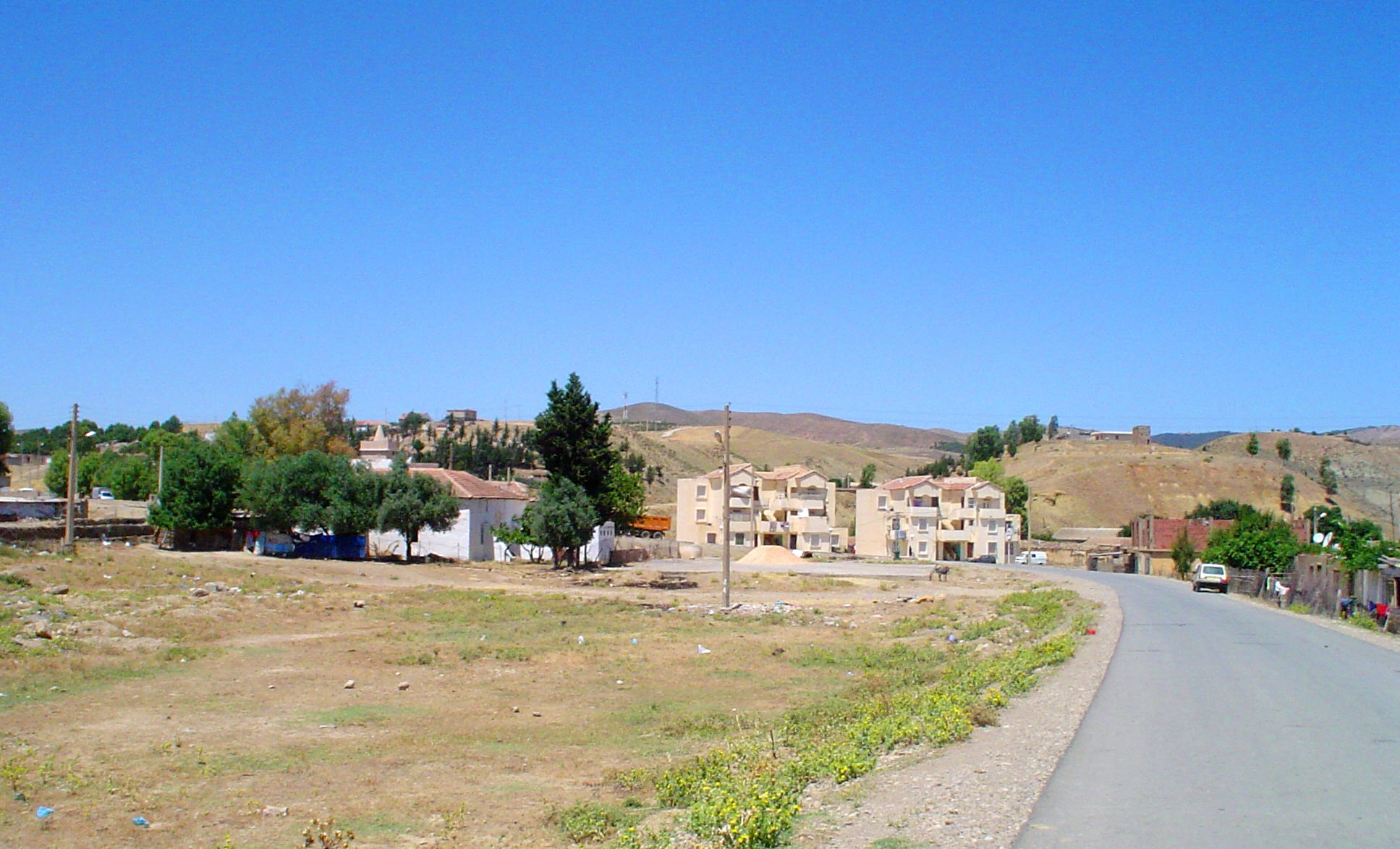

雷巴耶（阿拉伯语：‎），是阿爾及利亞的城鎮，位於該國北部麥迪亞省，由貝魯阿吉耶區負責管轄，面積155平方公里，海拔高度1,090米，2008年人口5,346，人口密度每平方公里34人。